# Lorraine (Kansas)
Lorraine és una població dels Estats Units a l'estat de Kansas. Segons el cens del 2000 tenia 136 habitants.

## Demografia
Segons el cens del 2000, Lorraine tenia 136 habitants, 50 habitatges, i 41 famílies. La densitat de població era de 218,8 habitants/km².
Dels 50 habitatges en un 38% hi vivien nens de menys de 18 anys, en un 74% hi vivien parelles casades, en un 8% dones solteres, i en un 18% no eren unitats familiars. En el 16% dels habitatges hi vivien persones soles el 4% de les quals corresponia a persones de 65 anys o més que vivien soles. El nombre mitjà de persones vivint en cada habitatge era de 2,72 i el nombre mitjà de persones que vivien en cada família era de 3,05.
Per edats la població es repartia de la següent manera: un 28,7% tenia menys de 18 anys, un 6,6% entre 18 i 24, un 27,2% entre 25 i 44, un 20,6% de 45 a 60 i un 16,9% 65 anys o més.
L'edat mediana era de 39 anys. Per cada 100 dones de 18 o més anys hi havia 98 homes.
La renda mediana per habitatge era de 34.167 $ i la renda mediana per família de 35.417 $. Els homes tenien una renda mediana de 29.375 $ mentre que les dones 17.813 $. La renda per capita de la població era de 13.576 $. Cap de les famílies estaven per davall del llindar de pobresa.

## Poblacions més properes
El següent diagrama mostra les poblacions més properes.